# Daisuke Oku
Daisuke Oku (7. únor 1976 – 17. říjen 2014) je bývalý japonský fotbalista.

## Reprezentace
Daisuke Oku odehrál 26 reprezentačních utkání. S japonskou reprezentací se zúčastnil Mistrovství Asie ve fotbale 2000.

## Statistiky
| Japonsko | Japonsko | Japonsko |
| Roky     | Záp.     | Góly     |
| -------- | -------- | -------- |
| 1998     | 1        | 0        |
| 1999     | 5        | 1        |
| 2000     | 12       | 1        |
| 2001     | 4        | 0        |
| 2002     | 0        | 0        |
| 2003     | 3        | 0        |
| 2004     | 1        | 0        |
| Celkem   | 26       | 2        |